# Chropov
Chropov (Hongaars: Sziklabánya, Duits: Kroppau) is een Slowaakse gemeente in de regio Trnava, en maakt deel uit van het district Skalica.
Chropov telt 357 inwoners.